# Paula Martí Zambrano
Paula Martí Zambrano   (Barcelona, 29 de gener de 1980) és una jugadora de golf catalana ja retirada. Primer va ser membre del LPGA Tour i després va jugar al Ladies European Tour.
Com a amateur, va ser campiona estatal l'any 1996 i membre dels equips europeus Junior Ryder Cup de 1995 i 1997. Es va traslladar als Estats Units d'Amèrica el 1998 i es va graduar a la Saddlebrook Prep School i a l'Arnold Palmer Golf Academy. Va ser 1998 AJGA All-American. Martí va assistir a la Universitat de Florida, on va jugar a l'equip Florida Gators el 2000. Va començar la seva carrera professional al Ladies European Tour el 2001.